# Уинстон, Стэнли
Стэ́нли «Стэ́н» Уи́нстон (англ. Stanley "Stan" Winston; 7 апреля 1946, Арлингтон, Виргиния — 15 июня 2008, Малибу, Калифорния) — американский мастер визуальных и технических спецэффектов. Известен своей работой с такими фильмами, как четыре части «Терминатора», «Парк юрского периода», а также с фильмами «Чужие», «Хищник», «Эдвард Руки-ножницы», «Трансформеры», «Железный человек», «Невероятный Халк» и с многими другими.
Вместе с Джеймсом Кэмероном владел компанией по спецэффектам Stan Winston Digital.

## Биография
Стэн Уинстон родился 7 апреля 1946 года в Арлингтоне (штат Виргиния). Учился изобразительному искусству и скульптуре в Университете Виргинии в Шарлоттсвилле, который окончил в 1968. В 1969 Уинстон переехал в Голливуд, поступив в Университет штата Калифорния (Лонг-Бич). Он попытался найти себе работу в качестве актёра, но успеха не имел и стал работать гримёром в компании Уолт Дисней Пикчерз.

### 1970-е
В 1972 Уинстон создал свою компанию Stan Winston Studio и выиграл «Эмми» за свою работу над телефильмом «Гаргульи». Следующие семь лет он занимался гримами и спец-эффектами, но больших вершин взять пока не удавалось.

### 1980-е
В 1982 году Уинстон получает первую номинацию на «Оскар» за фильм «Побег роботов».
В 1983 году он проектировал дизайн лицевых масок для рок-группы Styx.
Следующим шагом стал в 1984 году фильм Джеймса Кэмерона «Терминатор». Именно Стэнли Уинстон спроектировал эндоскелет для героя Арнольда Шварценеггера. Свой первый «Оскар» он получил за работу с тем же режиссёром за фильм «Чужие». После этого последовали такие работы, как «Эдвард Руки-ножницы», «Бэтмен», «Хищник», «Хищник 2» и другие.
После этого начинается его восхождение на вершину, в результате которого на следующие 20 лет он стал самым известным и востребованным мастером спецэффектов и грима.
В 1989 году Уинстон снял свой первый фильм. Его фильм ужасов «Тыквоголовый» завоевал первое место на Парижском кинофестивале.

### 1990-е
В 1990 году он снова был приглашён для совместной работы Джеймсом Кэмероном в фильме «Терминатор 2: Судный день». За этот фильм Уинстон получил два Оскара — за лучший грим и за лучшие спецэффекты.
В 1992 году он был номинирован ещё раз на Оскар за фильм Тима Бёртона «Бэтмен возвращается», сделав грим для Денни Де Вито в роли Пингвина и для Мишель Пфайффер в роли женщины-кошки, а также спроектировав Готэм-сити в таком стиле, в котором его видел Тим Бёртон.
После этого он временно отошёл от создания супер-злодеев и киборгов и переключился на динозавров, поскольку Стивен Спилберг как раз собирался снимать фильм «Парк юрского периода» по книге Майкла Крайтона. В 1993 этот блокбастер принёс Уинстону ещё один «Оскар» за лучшие спецэффекты.
В 1993 году Уинстон и Джеймс Кэмерон совместно основали компанию «Диджитал Домэйн», одну из наиболее современных компаний по цифровым и визуальным эффектам в мире. После выхода в 1997 году «Титаника», собравшего внушительную кассу, Кэмерон и Уинстон решили выйти из неё.

### 2000-е
Уинстон и его сотрудники продолжали работать над спецэффектами и далее, участвуя в большинстве крупных картин Голливуда, к примеру, в фильме Стивена Спилберга «Искусственный разум», который принёс Уинстону ещё одну номинацию на «Оскар» за лучшие спецэффекты.
В 2003 году Стэн Уинстон был приглашён в Смитсоновский институт, где рассказывал о своей жизни и карьере в Голливуде.
В 2000-х годах он часто привлекался к созданию многих блокбастеров, таких как «Пёрл-Харбор», «Константин: Повелитель тьмы», «Трансформеры», «Терминатор 3: Восстание машин», «Железный человек» и другие.
К моменту своей смерти Уинстон работал над спецэффектами для нескольких проектов, таких как «Терминатор: Да придёт спаситель», а также «Мир Юрского Периода».

## Смерть
Стэн Уинстон скончался 15 июня 2008 года в кругу семьи в своём доме в Малибу (Калифорния), после перенесённой за семь лет до этого множественной миеломы.

## Награды и номинации
| Категория                                                    | Год     | Фильм                                         | Итог      |
| «Оскар»                                                      | «Оскар» | «Оскар»                                       | «Оскар»   |
| ------------------------------------------------------------ | ------- | --------------------------------------------- | --------- |
| Лучший грим                                                  | 1982    | • Побег роботов                               | Номинация |
| Лучшие визуальные эффекты                                    | 1987    | • Чужие                                       | Награда   |
| Лучшие визуальные эффекты                                    | 1988    | • Хищник                                      | Номинация |
| Лучший грим                                                  | 1991    | • Эдвард Руки-ножницы                         | Номинация |
| Лучшие визуальные эффекты                                    | 1992    | • Терминатор 2: Судный день                   | Награда   |
| Лучший грим                                                  | 1992    | • Терминатор 2: Судный день                   | Награда   |
| Лучший грим                                                  | 1993    | • Бэтмен возвращается                         | Номинация |
| Лучшие визуальные эффекты                                    | 1994    | • Парк юрского периода                        | Награда   |
| Лучшие визуальные эффекты                                    | 1998    | • Парк Юрского периода 2: Затерянный мир      | Номинация |
| Лучшие визуальные эффекты                                    | 2002    | • Искусственный разум                         | Номинация |
| «Сатурн»                                                     |         |                                               |           |
| Лучший грим                                                  | 1979    | • Виз                                         | Номинация |
| Лучший грим                                                  | 1982    | • Побег роботов                               | Номинация |
| Лучший грим                                                  | 1982    | • Умершие и похороненные                      | Номинация |
| Лучший грим                                                  | 1985    | • Терминатор                                  | Награда   |
| Лучшие спецэффекты                                           | 1987    | • Чужие                                       | Награда   |
| Лучшие спецэффекты                                           | 1988    | • Хищник                                      | Номинация |
| Лучший режиссёр                                              | 1988    | • Тыквоголовый                                | Номинация |
| Лучший грим                                                  | 1990    | • Нация пришельцев                            | Номинация |
| Лучший грим                                                  | 1992    | • Терминатор 2: Судный день                   | Номинация |
| Лучшие спецэффекты                                           | 1992    | • Терминатор 2: Судный день                   | Награда   |
| Лучшие спецэффекты                                           | 1992    | • Хищник 2                                    | Номинация |
| Лучший грим                                                  | 1992    | • Хищник 2                                    | Номинация |
| Лучший грим                                                  | 1993    | • Бэтмен возвращается                         | Награда   |
| Лучшие спецэффекты                                           | 1994    | • Парк Юрского периода                        | Награда   |
| Награда имени Джорджа Пэла                                   | 1994    |                                               | Награда   |
| Лучший грим                                                  | 1995    | • Интервью с вампиром: Хроника жизни вампира  | Номинация |
| Лучшие спецэффекты                                           | 1996    | • Конго                                       | Номинация |
| Лучший грим                                                  | 1997    | • Остров доктора Моро                         | Номинация |
| Лучшие спецэффекты                                           | 1998    | • Парк Юрского периода 2: Затерянный мир      | Номинация |
| Лучшие спецэффекты                                           | 2000    | • В поисках Галактики                         | Номинация |
| Лучший грим                                                  | 2000    | • В поисках Галактики                         | Номинация |
| Лучшие спецэффекты                                           | 2002    | • Искусственный разум                         | Награда   |
| «BAFTA»                                                      |         |                                               |           |
| Лучшие визуальные эффекты                                    | 1987    | • Чужие                                       | Награда   |
| Лучшие визуальные эффекты                                    | 1992    | • Терминатор 2: Судный день                   | Награда   |
| Лучшие визуальные эффекты                                    | 1992    | • Эдвард Руки-ножницы                         | Номинация |
| Лучший грим                                                  | 1993    | • Бэтмен возвращается                         | Номинация |
| Лучшие визуальные эффекты                                    | 1994    | • Парк Юрского периода                        | Награда   |
| Лучший грим                                                  | 1995    | • Интервью с вампиром: Хроника жизни вампира  | Номинация |
| «Эмми»                                                       |         |                                               |           |
| Outstanding Achievement in Makeup                            | 1973    | • Гаргульи (ТВ)                               | Награда   |
| Outstanding Achievement in Makeup                            | 1974    | • Автобиография мисс Джейн Питтман (ТВ)       | Награда   |
| Outstanding Achievement in Makeup                            | 1974    | • Masquerade Party (TV Series)                | Номинация |
| Outstanding Achievement in Makeup                            | 1977    | • An Evening with Diana Ross (TV)             | Номинация |
| Outstanding Individual Achievement in Children’s Programming | 1977    | • Пиноккио (ТВ)                               | Номинация |
| Международный кинофестиваль в Каталонии                      |         |                                               |           |
| Лучшие спецэффекты                                           | 1998    | • Солдатики                                   | Награда   |
| Time-Machine Honorary Award                                  | 2003    |                                               | Награда   |
| Virginia Film Festival                                       |         |                                               |           |
| Virginia Film Award                                          | 1999    |                                               | Награда   |
| Голливудская «Аллея славы»                                   |         |                                               |           |
| За вклад в киноиндустрию                                     | 2001    |                                               | Награда   |
| Phoenix Film Critics Society Awards                          |         |                                               |           |
| Лучшие визуальные эффекты                                    | 2002    | • Искусственный разум                         | Номинация |
| Hollywood Makeup Artist and Hair Stylist Guild Awards        |         |                                               |           |
| Best Special Effects Makeup — Feature                        | 2003    | • Остин Пауэрс: Шпион, который меня соблазнил | Номинация |
| DVD Exclusive Awards                                         |         |                                               |           |
| Лучший аудиокомментарий (New for DVD)                        | 2003    | • Чужие                                       | Номинация |
| Las Vegas Film Critics Society Awards                        |         |                                               |           |
| Lifetime Achievement Award                                   | 2004    |                                               | Награда   |
| «Спутник»                                                    |         |                                               |           |
| Nicola Tesla Award                                           | 2005    |                                               | Награда   |
| «Золотая малина» (антипремия)                                |         |                                               |           |
| Худшие визуальные эффекты                                    | 1987    | • Пришельцы с Марса                           | Номинация |

## Фильмография
- 1988 — Тыквоголовый / Pumpkinhead, (режиссёр, сценарист)